# 巴克莱大厦
巴克莱大厦（Barclay Tower）是纽约市的一栋摩天大楼。该住宅楼高达673英尺（205米），共有56层楼，441个居住单元。施工工期为2005年到2007年，封顶仪式于2006年秋举行。 This tower block is also one of the tallest new residential buildings in New York City.
该大楼所在地原为一栋5层高的商业建筑。